# Congrégation des pieux ouvriers catéchistes ruraux
La congrégation des pieux ouvriers catéchistes ruraux dits aussi missionnaires ardorins (Congregatio Piorum Operariorum Ruralium), est un institut religieux masculin de droit pontifical. Les membres de cette congrégation cléricale font suivre leur nom de P.O.C.R.
La congrégation est issue de l'union en 1943 de la congrégation des pieux ouvriers, fondée en 1602 à Naples par Carlo Carafa (1561-1633), et de la congrégation des catéchistes ruraux, fondée en 1928 par Gaetano Mauro à Montalto Uffugo.

## Histoire

### Les pieux ouvriers

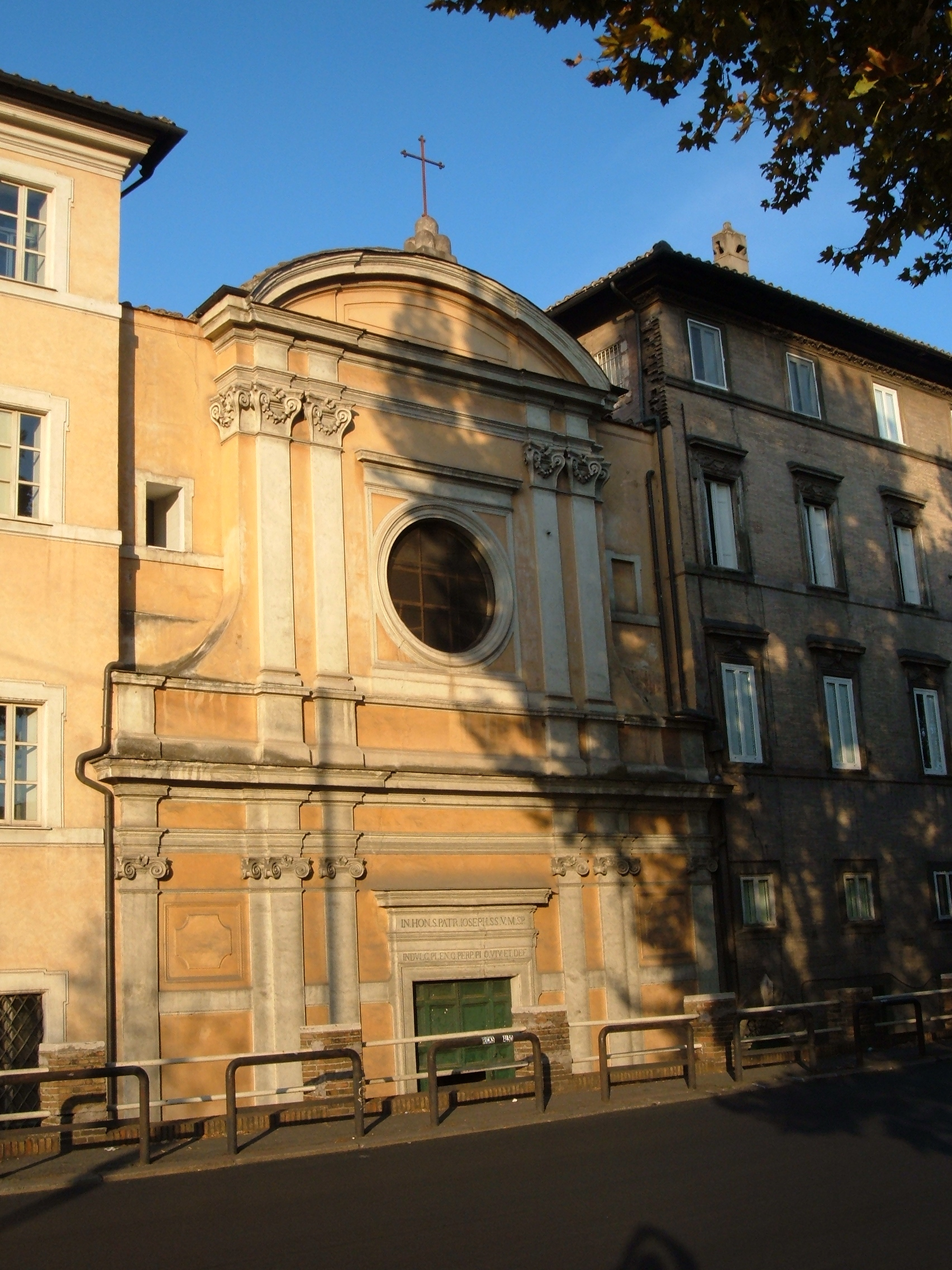
L'église San Giuseppe alla Lungara, auprès de laquelle se trouve la procure générale de la congrégation.

La congrégation, appelée à l'origine « de la doctrine chrétienne », naît à Naples entre 1600 et 1602, par la volonté de Carlo Carafa (1561-1633) pour le service des pauvres et l'enseignement du catéchisme dans les campagnes: la première reconnaissance pontificale a lieu à la Pentecôte 1606, alors que la maison de la congrégation se trouvait au couvent Santa Maria dei Monti. C'est pour cela que le blason de la congrégation reprend le monogramme de Marie avec trois montagnes et la colombe du Saint Esprit.
En 1617, les pères obtiennent la prestigieuse église San Giorgio Maggiore de Naples. La congrégation est apprrouvée le 1er avril 1621 par Grégoire XV qui fait changer son nom en « congrégation des pieux ouvriers ». Ils manquent de disparaître pendant la grande peste de 1656, durant laquelle ils avaient soigné les malades contagieux et attrapé le mal. La congrégation réussit à renaître grâce à Pietro Gisolfo. En 1687, ils acquièrent un siège à Rome, auprès de la basilique Santa Balbina all'Aventino, puis à l'église San Lorenzo ai Monti (aujourd'hui disparue) et en 1732 à l'église San Giuseppe alla Lungara. Comme leur apostolat se limite aux environs de Rome et de Naples, leur nombre est limité et la congrégation n'excède pas la centaine de membres ; mais ils acquièrent un grand prestige aux XVIIe et XVIIIe siècles et leurs églises (surtout San Nicola alla Carità de Naples) deviennent des foyers de spiritualité renommés.
Par la constitution Inter multiplices du 14 décembre 1792, le pape Pie VI étend aux pieux ouvriers tous les privilèges des ordres réguliers. Ils exercent une influence notable sur les congrégations naissantes des maîtresses pies de Lucia Filippini et de la branche féminine du Très-Saint-Rédempteur, fondée avec l'aide des évêques Emilio Giacomo Cavalieri (oncle maternel de saint Alphonse de Liguori) et Tommaso Falcoia. Les conquêtes napoléoniennes ont pour conséquence la suppression de la plupart des ordres religieux et de leurs novices. Il ne restait plus qu'un pieux ouvrier en 1943, le Père Pasquale Ossorio, résident à San Nicola alla Carità. Aussi la fusion est prête avec les catéchistes ruraux.

### Les catéchistes ruraux
En 1925, Gaetano Mauro (it) (1888-1969) fonde en Calabre, l'association religieuse des orateurs ruraux (A.R.D.O.R.), compagnie de prêtres et de laïcs vouée à l'enseignement du catéchisme dans les campagnes et dans les zones isolées. Quelques membres de l'association (dits ardorins, ardorini en italien, d'après l'acronyme) se mettent à mener une vie commune en 1928 au couvent San Francesco di Paola de Montalto Uffugo. Le 8 décembre 1928 (fête de l'Immaculée Conception), ils se constituent en congrégation religieuse, sous le nom de catéchistes ruraux et le 27 juin 1930 obtiennent l'approbation de l'archevêque de Consenza.

### L'union des deux congrégations
Afin d'éviter que l'antique congrégation des pieux ouvriers ne s'éteigne, le Saint-Siège émet un décret le 28 juin 1943 qui unit les deux congrégations, celles-ci ayant la même finalité. la communauté romaine des catéchistes ruraux s'installe donc en l'église San Giuseppe alla Lungara et des religieux calabrais de l'ancienne congrégation des catéchistes ruraux s'installent à San Nicola della Carità.
Ce même décret d'union nomme le Père Pasquale Ossorio (dernier pieux ouvrier), comme supérieur de la nouvelle congrégation. Gaetano Mauro lui succède. Les antiques constitutions des pieux ouvriers sont abolies et de nouvelles sont élaborées par le Père Mauro en 1931.

## Activité et diffusion
Les missionnaires ardorins sont voués à l'assistance sociale et religieuse des populations rurales et à la jeunesse, notamment celle en difficulté. Ils sont présents en Italie, au Canada et en Colombie. Les deux premières vocations non italiennes ont lieu en 1989 et en 1990 en Colombie, suivies de vocations africaines dans les années suivantes. Le siège généralice se trouve à Montalto Uffugo (Cosenza); a Rome, le procureur général de la congrégation réside auprès de l'église San Giuseppe alla Lungara.
Au 31 décembre 2008, la congrégation comptait 7 maisons pour 39 religieux, dont 33 prêtres. Elle est dirigée depuis le 9 juillet 2016 par le Père Rosario Cimino, de nationalité italienne, et cinquième supérieur général.